# 祥集弄民宅
29°17′47″N 117°12′02″E / 29.29639°N 117.20056°E
祥集弄民宅位于中国江西省景德镇市祥集上弄，其中3号、11号民宅于1988年被列为全国重点文物保护单位。
祥集上弄内有明代民宅多处，其中3号、11号建于明成化年间，结构布局相同，均坐东朝西。两宅均为木构架建筑，在东、西立封檐墙，南、北砌封火山墙，南厢开门，构架为五架穿斗式，带廊轩。3号民宅占地面积219.58平方米，建筑面积396.59平方米，11号民宅占地面积317.73平方米，建筑面积455.31平方米。